# Marianne Pierson-Piérard
Pour les articles homonymes, voir Pierson et Piérard.
Marianne Pierson-Piérard, née le 9 juin 1907 à Frameries et morte le 28 octobre 1981  à Bruxelles, est une écrivaine belge.

## Biographie
Fille du journaliste et écrivain Louis Piérard, elle lui voue une grand admiration toute sa vie. Elle passe son enfance à Mons puis à Bruxelles avant d'émigrer avec sa famille aux Pays-Bas lors de l'invasion de la Belgique par l'Empire allemand en 1914. En 1918, la famille part pour Ville-d'Avray (Seine-et-Oise) où elle fréquente le lycée de Saint-Cloud mais la famille rentre finalement à Bruxelles en décembre. Là, elle s'inscrit au lycée de Saint-Gilles en humanités classiques.
De 1919 à 1926, elle accompagne son père dans ses voyages puis s'inscrit en Lettres à l'Université libre de Bruxelles mais abandonne dès la première année.
Marianne Pierson-Piérard publie son premier ouvrage, un essai sur Louis Piérard intitulé Nous ou Le député Piret dans ses terres avec son époux Marc-Antoine Pierson. Ce recueil compile des dizaines de lettres reçues par son père de 1906 à 1950 de personnalités célèbres telles que Stefan Zweig, Camille Lemonnier, Paul Fort, Benito Mussolini ou encore Paul Drouot, classées par ordre alphabétique de l'expéditeur plutôt que par date.
Deux ans plus tard, elle publie son premier roman Millie qui lui vaut le Prix du Brabant.
Elle fait une congestion cérébrale lors d'un cocktail et meurt le 28 octobre 1981.

## Œuvres

### Romans et nouvelles
- av. Marc-Antoine Pierson, Nous ou le Député Piret dans ses terres, Bruxelles, Office de publicité, 1936
- Milie, Bruxelles, Labor, 1938
- Inconstances, Paris, Corrêa éditions, 1946
- Dora, roman, Bruxelles, Labor, 1951, Bruxelles, Labor, 1951réédité en 2019 aux éditions Névrosée, 248p.,  (ISBN 978-2-931048-14-6)
- Les Beaux Étés. Histoires sans lendemain  (ill. Ange Rawoe), Bruxelles, éditions du Chat qui pêche, 1954
- Le Tour de soi-même, Paris, éditions Debresse, 1957
- La Rose amère, Bruxelles, La Renaissance du livre, 1963
- Un petit mas au pied des Alpilles, Bruxelles, éditions Audace, 1963
- Plages, Bruxelles, éditions du Large, 1964
- (it) La rosa amara, Rome, Fazzi éditore, 1966
- Entre hier et demain, Paris, Stock, 1967
- Les Cloches d'Ostende, Bruxelles, Louis Musin éditeur, 1970
- Oslo au mois d'août, Nivelles, La Francité, 1971
- La Dernière Journée, Paris, Librairie de Saint-Germain-des-Près, 1974
- Le premier été sans Fabienne, Bruxelles, Labor, 1975
- Être et avoir été, Sherbrooke, Antoine Naaman éditeur, 1977
- D’enfance et d'ailleurs, Bruxelles, Louis Musin éditeur, 1978

### Essais
- La Chine à bâtons rompus, Bruxelles, éditions Vermaut, 1957
- Neel Doff par elle-même, Bruxelles, Esseo, 1964
- Maud Frère, Bruxelles, Pierre de Méyère éditeur, 1966
- Trois cent trente-deux lettres à Louis Piérard, précédées de Mémoires intérieurs, Paris, éditions Minard, 1971
- La Vie passionnée de Katherine Mansfield, Bruxelles, Labor, 1979

### Théâtre
- La Frangimani, Bruxelles, Labor, 1960

## Prix
- Prix du Brabant pour Milie (1938)[1]
- Prix Marguerite Van de Wiele pour Dora (1951)[2]
- Prix de la Société des Gens de lettres pour Entre hier et demain (1967)[1]
- Prix Maurice Malherbe pour Entre hier et demain (1967)
- Prix Félix Denayer pour Les Cloches d'Ostende (1970)
- Prix Charles Plisnier pour La Vie passionnée de Katherine Mansfield (1979)
- Prix Katherine Mansfield pour La Nuit de Verdun (1981) du recueil D’enfance et d’ailleurs[4]